# Iva Zajíčková
Iva Zajíčková (Brno, 9 de març de 1948) va ser una ciclista txecoslovaca d'origen txec. Especialista en la pista, va guanyar sis medalles al Campionat del món de velocitat i una altra al de Persecució.